# Keiko Nemoto
Keiko Nemoto (根本 圭子 Nemoto Keiko?, nacida el 10 de diciembre de 1979) es una actriz de voz japonesa de Chiba y afiliada a 81 Produce. Está casada con el actor de voz Masaya Takatsuka.

## Filmografía

### Anime
- Blue Dragon (2007) - Shu[2]
- Gintama - Murata Tetsuko[2]
- Glass Mask - profesora, Ikeda, Shopkeeper, Sugiyama, Yayoi, Zophie (Versión del 2005)[2]
- Jigoku Shōjo - Satsuki Minato, madre de Minami[2]
- Lunar Legend Tsukihime - Shiki Tohno (de niño)[2]
- Wagamama Fairy Mirmo de Pon! - Mambo[2]
- Naruto - Shizune, Neji Hyuga (niño), Yūgao Uzuki, Tonton[2]
- MegaMan NT Warrior - Bass.EXE (Forte.EXE)[2]
- Saiunkoku Monogatari (2006) - Niño 2[2]

### Películas animadas
- Tekken: Blood Vengeance (2011) - Mokujin
- The Last: Naruto the Movie (2014) - Shizune[2]

### Roles de videojuegos
- Mega Man Network Transmission - Bass.EXE (Forte.EXE)

### Roles de CD de Drama
- Amai Tsumi no Kajitsu - Madre de Kurihara

### Roles de doblaje

#### Live-action
- 42 – Rachel Isum Robinson (Nicole Beharie)[3]
- Pequeños Invasores – Art Pearson (Henri joven)[4]
- Black Nativity – Naima Cobbs (Jennifer Hudson)[5]
- Loco y Estúpido Amor – Hannah Weaver (Emma Stone)[6]
- El Tiempo Entre Costuras – Paquita (Pepa Rus)
- Event 15 – Blau (Kimberly Elise)[7]
- Amor en juego – Molly (Ione Skye)[8]
- La Casa de las Conejitas – Natalie (Emma Stone)[9]
- Joy Ride 2: Dead Ahead – Kayla Scott (Laura Jordan)[10]
- Lilacs – Marianna (Miriam Sekhon)[11]
- Numb – Dawn (Stefanie von Pfetten)[12]
- La Entrega Inmediata – Vanessa (Dania Ramírez)[13]
- Ramona and Beezus – Beezus Quimby (Selena Gomez)[14]
- The Sandlot: Heading Home – Tommy Santorelli (Keanu Pires)[15]
- Sabor a Miel – Rosaleen "July" Daise (Jennifer Hudson)[16]
- Sexo en la Ciudad: La Película – Louise (Jennifer Hudson)[17]
- Los Tres Chiflados – Lydia Harter (Sofía Vergara)[18]
- La Maldición de las Hermanas Alex Ivers (Arielle Kebbel)[19]
- Vehicle 19 – Rachel Shabangu (Naima McLean)[20]

#### Series animadas
- Barman, El Valiente - Vixen
- The Boondocks – Riley Freeman
- Los padrinos mágicos – Tootie
- Jimmy Two-Shoes - Jimmy
- Phineas y Ferb – Baljeet
- Thomas y sus amigos – Molly, Belle, Gina, Daisy (sucediendo a Yumi Nakatani), Henrietta (sucediendo a Yumi Nakatani), Hannah, Elizabeth (sucediendo a Fu Suzuki), Jack (reemplazando a Hideki Nakanishi), Dowager Hatt (sucediendo a Fu Suzuki) y Stephen Hatt (reemplazando a Takayuki Kawasugi)[2]
- Zootopia - Señora Nutriales[2]